# Supreme Commander
Supreme Commander (с англ. — «Верховный Главнокомандующий») — компьютерная игра в жанре стратегии в реальном времени, разработанная создателем Total Annihilation Крисом Тейлором. Игра является духовным последователем Total Annihilation, хотя история в Supreme Commander совершенно другая. Издателем и локализатором на территории Российской Федерации и стран СНГ является компания «Бука».

## Сюжет
Долгие годы Империя Земли мудро и верно правила человечеством. Открытие технологии квантовых врат позволило покорять любую точку галактики, переносясь туда за считанные секунды. Трижды было проведено основание новых колоний, и с каждым разом Империя теряла контроль все больше и больше. После открытия технологии объединения людей и ИИ, появились первые люди — симбионты. Империя хотела иметь над ними полную и безоговорочную власть, симбионты же хотели независимости. Так образовалась нация Кибран.
На одной из новоколонизированных планет была обнаружена инопланетная раса — Серафим (в дополнении есть возможность играть за данную расу) . Хотя она несла мирные намерения, Империя уничтожила всех её представителей, которых смогла найти. Перед неминуемой гибелью они поведали людям своё учение — Путь. Некоторые люди «прониклись» Путём, и так появилась нация Эон. Человечество разделилось: Империя хотела абсолютной власти, Кибран хотели независимости, а Эон желали всех обратить в свою веру и не терпели тех, кто её отвергал. Империя пала, преобразовавшись в ОФЗ.
После падения Земной Империи в галактике воцарился хаос. Постепенно 3 основные фракции людей — Кибран, Эон и ОФЗ (Объединённая Федерация Землян, UEF) накопили армию и создали собственные военные технологии и началась Бесконечная Война между ними. Объединённая Федерация Землян (ОФЗ) — традиционная человеческая фракция. Их цель — объединить всё человечество под одним правительством базированном на Земле. Их технологии явно происходят от эволюции теперешней (танки, пушки, артиллерия, и т. п.). Эон Иллюминат является фракцией «чужих», хотя состоит также и из людей. Они используют технологию и идеологию расы Серафим, уничтоженных Империей. Их цель — заставить всех принять идеологию «Путь». Те кто отказываются, должны быть уничтожены. Нация Кибран состоит из людей-симбионтов. Изобретатель симбионтов, доктор Брэкман является лидером новой нации, жаждущей освобождения всех Кибран (симбионтов) от программы подчинения.

### Хронология[3]
- 2014 — США организует полёт человека на Марс.
- 2016 — Земные государства начинают колонизацию Солнечной системы.
- 2018 — Прорыв в квантовой физике теоретически обосновывает перемещение материи со скоростью выше световой.
- 2025 — Эксперимент подтверждает возможность квантового перемещения.
- 2032 — Первый миллиграмм железа перенесен к поверхности Луны.
- 2050 — Через квантовые туннели перенесено первое живое существо.
- 2061 — Впервые по квантовому туннелю перенесены люди: команда достигла Тритона, спутника Нептуна, за четверть секунды.
- 2062 — На Тритоне построена база для межзвездных перелетов.
- 2108 — Основана первая колония Земли на Альфе Центавра: эксперимент прошел успешно, но огромные затраты энергии заставили искать другие пути.
- 2110 — Земля объединилась. Успехи в изучении искусственного интеллекта и нанотехнологий привели к новой стратегии колонизации: отныне посылалась небольшая стартовая команда и блок ДНК, служащих основой для быстрого роста поселения.
- 2284 — Шестнадцать колоний, прозванные позже Начальными Мирами, добились стабильного положения. За последующее столетие Земля создала империю, связанную квантовыми туннелями: наладила надежную связь между мирами и силой установила собственные законы, принципы торговли.
- 2316 — Началось Первое Расширение. Все колонии Начальных Миров начали собственную колонизацию. Земное правительство представило им умеренную самостоятельность, оставив за собой глобальный контроль.
- 2525 — Состоялось Второе Расширение. Более сотни колоний отправили собственных колонистов.
- 2557 — Экспедиция на Серафим II, многообещающую планету впятеро больше Земли, не установила контакт в установленный срок. Запланирована повторная экспедиция.
- 2590 — Вторая экспедиция пропала на Серафиме II. Планета признана опасной, решено остановить колонизацию.
- 2592 — Чип с искусственным интеллектом впервые имплантирован в человеческий мозг, получившаяся комбинация названа симбионтом.
- 2612 — Успешно завершена научная программа, создавшая симбионтов.
- 2663 — Началось Третье Расширение. Земная империя стала терять контроль над колониями.
- 2666 — Колония симбионтов Процион потребовала независимость. В ответ Земная империя послала войска.
- 2678 — Многие симбионты улетели с Проциона и основали колонии новой расы — Кибранов (Cybran).
- 2679 — Земная империя установила контакт с потомками исследователей Серафима II. Они называли себя эонами (Aeon) и утверждали, что их предки мутировали под влиянием чуждого разума. Земная империя установила карантин и послала Командиров. Спустя несколько месяцев пропала связь со всеми поселениями в десяти световых годах от Серафима II.
- 2812 — Земная империя, ведущая борьбу с эонами и кибранами, столкнулась с серьёзными внутренними конфликтами.
- 2817 — Эоны перешли в наступление, империя стала терять колонии.
- 2924 — Земная империя потеряла контроль над большей частью территории, начались столетия анархии.
- 3256 — Место Земной империи заняла Объединённая Земная Федерация (UEF).
- 3844 — Через тысячу лет после начала появилась надежда на завершение войны.

## Игра
В кампании всего 6 миссий для каждой фракции, но каждая из этих миссий легко может занять несколько часов, так как территория увеличивается почти после каждого задания.
Основная особенность геймплея — всеохватность боевой техники
- сухопутные: от робопехоты, легких и тяжелых танков до подвижных генераторов щитов, разведчиков/контрразведчиков, мобильных артиллерийских, ракетных и противовоздушных установок;
- воздушные: самолеты-разведчики, штурмовики, истребители, транспортники, бомбардировщики, торпедоносцы, строительные дроны и летающие бомбы;
- водные и амфибии: многоцелевые и стратегические подводные лодки, эсминцы, корабли-амфибии, крейсеры, корабли разведки/контрразведки, корабли-щиты, линкоры и авианосцы;
- богатый выбор стационарной техники и зданий, в частности оборонительных боевых установок, дальнобойной артиллерии и шахты с тактическими и стратегическими ракетами, зачастую позволяющие уничтожить вражескую базу, при этом не покидая собственной (особенно у ОФЗ).
- в игре есть также экспериментальные юниты которые имеют немалый запас прочности и очень мощное вооружение. Это огромные морские, наземные, воздушные боевые единицы и здания.

В игре два типа ресурса: Материя и Энергия. Оба ресурса крайне необходимы для последующего развития. Для успешной экспансии важен не их запас, а приток в секунду. Чтобы создавать экспериментальные юниты, нужен большой стабильный приток энергии и материи. С каждым технологическим уровнем доступны все новые и новые генераторы и экстракторы. Одной из ключевых механик игры является получение материи из обломков уничтоженных юнитов и зданий и энергии из деревьев и недостроенных строений.
Все юниты после уничтожения определенного числа врагов получают уровни опыта, который увеличивает общее здоровье, а также (в продолжении «Forged Alliance») даёт возможность к саморемонту или ускоряет его.

## Уникальные возможности

### «Полуавтоматическая переброска войск»
Действует на основе уникальной системы для транспортников:
каждому транспорту можно присвоить 2 точки: 1 — взять войска, 2 — высадить войска.
При этом юнитам можно назначить для движения 1 точку и транспортник перенесёт их все, выполняя нужное количество рейсов, заполняясь по максимуму.

## GPGNet
Разработчики также внедрили программу GPGNet, с помощью которой можно поиграть с другими игроками по Интернету. Она имеет весьма простой дизайн. С её помощью можно посмотреть статистику ваших игр. В неё встроен полноценный чат и возможность создать клан или команду. GPGNet также регулярно обновляет игру и закачивает на неё патчи, в противном случае, вы не сможете играть по Интернету. Faforever.com — работающий и развивающийся аналог, добавляющий новые режимы игры и регулярно исправляющий различные аспекты внутриигрового баланса.

## Отзывы
| Сводный рейтинг | Сводный рейтинг | Сводный рейтинг |
| Издание         | Оценка          | Оценка          |
| Издание         | PC              | Xbox 360        |
| --------------- | --------------- | --------------- |
| GameRankings    | 87,48 %         | 59,00 %         |

## Дополнение
6 ноября 2007 (в России 22 ноября) вышло самостоятельное дополнение, не требующее самой игры, под названием «Supreme Commander: Forged Alliance». В нём появилась новая раса — Серафим, единая для 3-х фракций кампания и 110 новых юнитов, включая экспериментальные. 
Месторождения материи стали более значимыми даже на поздних этапах игры (конвертеры материи стали производить на 6 единиц меньше, что также уменьшило бонусы от пристройки складов материи); интерфейс был серьёзно переделан для большего удобства: появилась возможность сохранять очередь постройки, смотреть пассажиров передвижных фабрик (Царь, Атлантида), показываются радиусы атаки, зрения, щитов и др. при выделении; графика незначительно изменилась в лучшую сторону. Концовка за Эон является каноничной для оригинальной игры.